# أدريان مارش
أدريان مارش (4 نوفمبر 1978 في المملكة المتحدة - ) (بالإنجليزية: Adrian Marsh)‏ هو لاعب كريكت بريطاني. لعب مع نادي مقاطعة ديربيشاير للكريكت ‏.

## وصلات خارجية
- أدريان مارش على موقع إي آس بي آن كريك إنفو (الإنجليزية)